# Familia (película)
Familia es una película española de 1996 dirigida por Fernando León de Aranoa, siendo su primer film como director. Excelente reparto, en el que junto a la brillante interpretación de Juan Luis Galiardo destaca una recuperada Amparo Muñoz y una joven Elena Anaya.

## Ficha artística

### Actores principales
- Juan Luis Galiardo (Santiago)
- Amparo Muñoz (Carmen)
- Ágata Lys (Sole)
- Elena Anaya (Luna)
- Chete Lera (Ventura)
- Juan Querol (Carlos)
- Raquel Rodrigo (Rosa)
- Aníbal Carbonero (Nico)
- André Falcón (Martin)
- Béatrice Camurat (Alicia)

## Argumento
Santiago (Juan Luis Galiardo) es un hombre que se levanta el día de su 55.º cumpleaños rodeado de una familia abundante, que le demuestra su amor y le colma de regalos. Todos le esperan en la cocina para cantarle el cumpleaños feliz. Pero hay algo que no encaja: A Santiago no le gusta el regalo de su hijo pequeño y no le cree cuando le dice que le quiere, por lo que le grita y le pone en la calle. Se enfada con todos y exige otro hijo menor, que no esté gordo, que no lleve gafas y que, a ser posible, se le parezca un poquito.
Conforme pasan las horas, descubrimos cosas extrañas en esta supuesta familia, sus hijos no mantienen precisamente una relación fraterna, una mujer ajena a la casa aparece por allí y pasa a integrarse en la familia... Poco a poco se pone de manifiesto que Santiago es un hombre solitario que, para aliviar la soledad del día de su cumpleaños, ha decidido contratar a un grupo de actores para que finjan ante él ser su familia.
La acción transcurre durante un día en un único escenario, un chalet donde un hombre desea pasar el día de su cumpleaños con su familia, un grupo que no es lo que parece.

## Premios
| Festival                       | Categoría                           | Persona                 | Resultado |
| ------------------------------ | ----------------------------------- | ----------------------- | --------- |
| Premios Goya                   | Premio Goya al mejor director novel | Fernando León de Aranoa | Ganador   |
| Premios Goya                   | Premio Goya al mejor guion original | Fernando León de Aranoa | Candidato |
| Medallas del CEC de 1997       | Premio revelación                   | Fernando León de Aranoa | Ganador   |
| Festival de cine de Miami      | Mejor actor                         | Juan Luis Galiardo      | Ganador   |
| Festival de cine de Miami      | Mejor película                      |                         | Ganador   |
| Mystfest                       | Mejor película                      |                         | Candidato |
| Festival de cine de Valladolid | Mejor director novel                | Fernando León de Aranoa | Ganador   |
| Festival de cine de Valladolid | Espiga de oro                       |                         | Candidato |

## Localizaciones de rodaje
Los exteriores de la película se filmaron en el barrio de Chamartín en Madrid.